# Mordet på Lisa Holm
Mordet på Lisa Holm var ett mycket uppmärksammat brottsfall 2015. Mordet på den 17-åriga Lisa Holm utfördes av den litauiske medborgaren Nerijus Bilevicius (litauiska: Nerijus Bilevičius) i Blomberg på Kinnekulle den 7 juni 2015. Försvinnandet och sökandet efter Holm, och de påföljande rättegångarna, fick stor uppmärksamhet i Sverige och i övriga Norden.

## Brottet
Söndagskvällen den 7 juni 2015 skulle Lisa Holm (född 7 februari 1998), åka hem från sitt sommararbete på ett kafé i Blomberg, nära Källby i Västergötland. Hon skickade ett sms till sin pappa i Skövde. Där framkom det att hon var på väg att åka hem på sin moped vid klockslaget 18.23. Då dottern inte dök upp, åkte Holms far i motsatt riktning i förhoppning om att möta henne längs vägen. När han anlände till kaféet fann han endast mopeden med nycklarna i tändningslåset. Innehavaren av kaféet och Holms far sökte igenom kaféet och dess omgivningar utan resultat. Klockan 21.47 anmäldes Holm försvunnen. Polis kom till platsen och senare anlände även en hundpatrull. Man påbörjade sökningen i närområdet. Hundpatrullen sökte igenom fastigheter mittemot kaféet, bland annat en stor lada med olika utrymmen, men fann ingenting. Eftersökning och dörrknackning fortsatte under natten. Under måndagsmorgonen hittades en handske i ladan mitt emot kaféet.
På tisdagen den 9 juni gjordes ett antal fynd utmed en liten grusväg, såsom mobiltelefonfodral, kvitto, biljett, krossad mobiltelefonskärm och displayskydd. Samtliga föremål visade sig ha tillhört Holm. Under onsdagen den 10 juni utökades sökområdet längre söder- och österut från kaféet. Organisationen Missing People Sweden anmälde sig och deltog i sökarbetet. På onsdagskvällen hittades ett örhänge i ladan, vilket visade sig tillhöra Holm. Senare hittades även hennes mopedkörkort och nycklar. En gärningsmannaprofil togs fram där man bedömde att Holm förts bort av någon med lokalkännedom. På fredagen den 12 juni sökte Missing People vid Martorps gård, belägen några kilometer från Blombergs säteri. Två personer anlände med bil till gården och den ene talade om för sökpatrullen att området redan var genomsökt. Sökpatrullen blev misstänksam och kontaktade polis. De fortsatte att söka i området och gjorde fynd i en rishög. En jacka och en hjälm hittades, vilka senare visade sig tillhöra Holm. Polisen utökade sökandet vid Martorp och på kvällen påträffades Holms kropp av kriminaltekniker i ett klädskåp i en arbetsbod, ungefär 20 meter från rishögen där hjälmen och jackan hade anträffats.

## Tingsrättsdom
Tingsrätten kom fram till att Holm berövades livet genom hängning alternativt strypning. I vilken fas döden inträffade 
kunde inte fastslås. Därför gjordes bedömningen att dödsorsaken var strypning som övergått i hängning.
Den tekniska bevisningen visade att Nerijus Bilevicius (född 3 mars 1980 i Litauen, död 3 augusti 2022 i samma land) DNA kunde påvisas på repstumpar från mordplatsen och på tio ställen på Lisa Holms kläder; varav vissa på insidan av en del klädesplagg. På de fynd som gjordes förekom ingen okänd DNA-profil. Tingsrätten konstaterade att Nerijus Bilevicius saknade alibi för tiden mellan klockan 18.00 och 20.00 den 7 juni 2015. Motivet till gärningen var sexuellt. Denna slutsats kunde bland annat dras genom att Holms kläder var i oordning. Nerijus Bilevicius dator innehöll pornografiskt material och tekniska fynd klarlade att han flera gånger hade ejakulerat på väggar, golv och i en lampkupa i ladans slaktavdelning. Hans beteende och agerande vid Martorp talade för att han inte ville att vidare sökning efter Holm skulle ske i området.
Omständigheterna bedömdes som försvårande då Holm var fysiskt underlägsen Bilevicius. Enligt rätten hade han visat stor hänsynslöshet, agerat förslaget och avsikten skall hela tiden ha varit att döda sitt offer. Han hanterade senare kroppen vårdslöst då han gömde den. Bilevicius dömdes till livstids fängelse och utvisning med obegränsat återreseförbud den 17 november 2015.

## Hovrättsdom
Göta hovrätt fastställde tingsrättens livstidsdom med utvisning den 8 februari 2016. Enligt hovrätten dödades Holm genom hängning alternativt strypning i ladans tidigare mjölkrum, mitt emot kaféet. Hovrätten menade att ingenting talade för att tejpen över ansiktet på Holm orsakade hennes död, eftersom tejpen var anbringad över snaran. I vilket skede döden inträdde var, som tingsrätten framhållit, omöjligt att med säkerhet fastslå.
Mängden DNA-spår från Nerijus Bilevicius, de ställen på Holms kläder där de återfanns och typen av DNA-spår var faktorer som tillsammans utgjorde ett mycket starkt stöd för åklagarens påstående att det är Bilevicius som är gärningsmannen. Inget av de fynd som analyserades resulterade heller i en DNA-profil från någon annan, okänd person.
Hovrätten tog också fasta på vittnet som inför tingsrätten pekat ut Nerijus Bilevicius som den man som dagen före Holms försvinnande stoppade henne invid en kopplingsstation när hon var ute och joggade på vägen mellan Källby och Blomberg. Han frågade efter vägen till Medelplana och hon försökte hjälpa honom genom att visa på en karta i sin mobiltelefon. Enligt vittnet ville mannen då i stället få med henne till sin bil för att hon skulle kunna visa vägen på hans karta. Hon beskrev att hon fick en känsla av obehag och i stället sprang vidare. Några närmare slutsatser av att det fanns pornografi i Bilevicius dator eller att han hade onanerat på sin arbetsplats anser hovrätten emellertid inte vara möjliga att dra.
Hovrätten pekade på att Nerijus Bilevicius, utan annat än ett sexuellt motiv, helt oprovocerat hade överfallit en fysiskt underlägsen flicka. Enligt rätten dödade han henne med uppsåt (avsiktsuppsåt), på ett snabbt och målmedvetet sätt som bar tydlig prägel av en avrättning. Nerijus Bilevicius ansågs ha agerat på ett särskilt förslaget sätt och ha haft all möjlighet att besinna sig, innan han genomförde sitt brott. Rätten konstaterade att Holm helt hade saknat möjlighet att försvara sig. Även om det sannolikt inte var fråga om något utdraget händelseförlopp, måste Holm ha förstått vad som var på väg att hända henne. Nerijus Bilevicius hade enligt rätten gjort sig skyldig till ett lömskt angrepp på en plats som vid tidpunkten varit förhållandevis ödslig och detta mot en person som måste ha varit intet ont anande och som saknade alla möjligheter att komma undan.

## Överklagan till Högsta domstolen
Den 15 april 2016 lämnade Bilevicius nya advokat Björn Hurtig in sitt överklagande till Högsta domstolen.
Överklagandet pekade på ett antal nya omständigheter där en annan gärningsman inte kunde uteslutas. Felaktigt redovisad datoraktivitet, ej fördjupad DNA-analys av huvudhår i Lisa Holms underkläder, frågetecken kring DNA på en tejpbit och var Holm överfölls, tejpades och dödades är delar som om de varit kända för hovrätten inte kunde utesluta annan gärningsman.
Att Bilevicius DNA säkrades på Holms kläder kunde enligt överklagandet ha sin förklaring i att han hjälpt någon att forsla undan kroppen. Att DNA från hans hustru hittades på Holms underkläder kunde indikera att även hon hjälpt till att flytta kroppen.
Den 2 maj 2016 beslutade Högsta domstolen att inte meddela prövningstillstånd. Hovrättens livstidsdom vann därmed laga kraft.

## Fängelsevistelse och död
Den 4 juli 2016 meddelades att Bilevicius placering skulle bli på Norrtäljeanstalten. Han skulle under sin strafftid där genomgå behandlingsinsatser mot sexuellt våld.
Kriminalvården godkände senare Bilevicius ansökan från juni 2016 om att bli flyttad till ett fängelse i hemlandet.
En litauisk domstol sänkte i juni 2017 Bilevicius livstidsstraff till 15 års fängelse. Detta överklagades av en litauisk åklagare och en appellationsdomstol i Šiauliai fastställde 4 juli 2017 straffet till livstids fängelse. Beslutet gick inte att överklaga. Den 1 september 2017 överfördes Bilevicius till Litauen. Onsdagen den 3 augusti 2022, runt klockan 18.00, knivhöggs Bilevicius i halsen av en medfånge på anstalten Marijampolė, där han avtjänade sitt straff, och dog på vägen till sjukhus.